# Мятлик луковичный
Мятлик луковичный, или мятлик живородящий (лат. Poa bulbosa)  — вид травянистых растений рода Мятлик (Poa) семейства Злаки (Poaceae). Используется как кормовое растение.

## Ботаническое описание

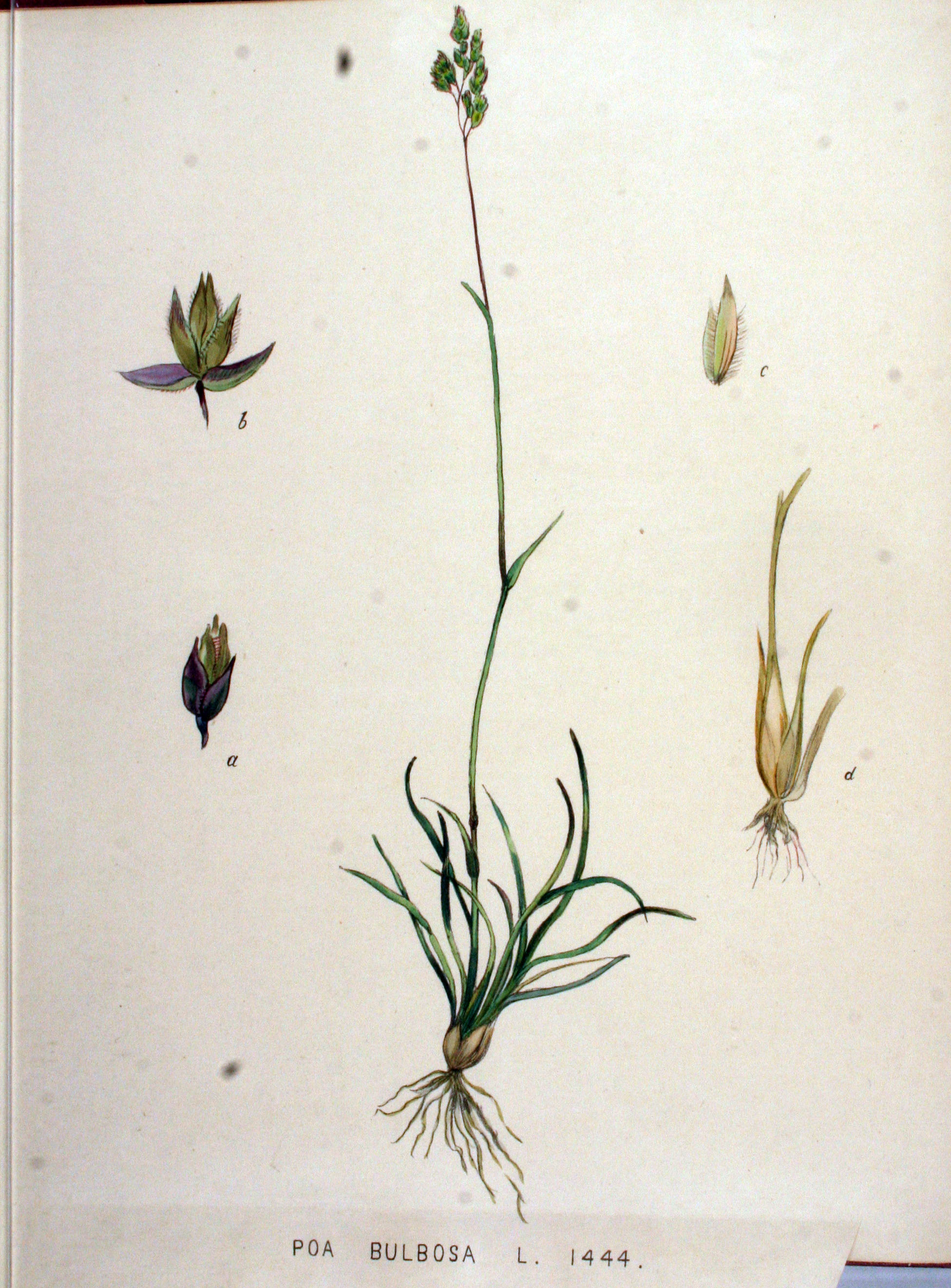

Многолетнее травянистое растение высотой 10—50 см, образующее рыхлую дерновину. Стебли гладкие, тонкие.
Листья узкие, нитевидные, серовато-зелёные, в 5—10 раз короче влагалища. Влагалища при основании побегов расширенные, утолщённые, образующие луковицевидные утолщения.
Анемофил. Соцветие  — густая сжатая метёлка яйцевидной формы. Колоски вивипарные, длиной 3,5—7 мм, с 4—12 цветками. Колосковые чешуи широко яйцевидные, тонко заострённые; нижние чешуи по килю и жилкам опушённые. Каллус с небольшим пучком извилистых волосков. Цветёт с апреля по июнь.
Число хромосом 2n = 28, 42.

## Экология и распространение
Обитает в степях, полустепях, на песках, приречных галечниках, каменистых и щебнистых склонах.
В России встречается в Сибири, в Поволжье, на Кавказе и Южном Урале.
За рубежом обитает в Средней Азии, Китае, Южной и Средней Европе.
Типичный эфемероид. Однако в условиях пустыни и полупустыни нередко начинает прорастать и зеленеть осенью после дождей или даже зимой после того  как растает выпавший снег. Листья от снегопада и мороза не страдают.
Имеются два экотипа: ксерофитный — растущий при недостаточной увлажнённости, на открытых сухих местах, склонах и мезофитный — произрастающий в более мягких условиях, на понижениях рельефа, склонах северной экспозиции, при более обильном увлажнении. Ксерофитная форма начинает отрастать раньше и луковички созревают раньше, чем у мезофитной на 4—5 дней. Температура прорастания луковичек 3—4 °С, оптимум близок к 15 °С, более высокая температура задерживает прорастание.

## Химический состав
| Фаза                 | Содержание в % | Содержание в % | Содержание в % | Содержание в % | Содержание в % | Содержание в % | Содержание в % | Содержание в % | Содержание в % |
| Фаза                 | Вода           | Зола           | Ca             | P              | K              | Na             | Mg             | S              | Cl             |
| -------------------- | -------------- | -------------- | -------------- | -------------- | -------------- | -------------- | -------------- | -------------- | -------------- |
| Колошение            | 64,5           | 3,91           | 0,265          | 0,120          | 0,350          | 0,350          | 0,117          | 0,055          | 0,155          |
| Цветение             | 58,5           | —              | 0,300          | 0,190          | —              | —              | —              | —              | —              |
| Плодообразование     | 63,0           | —              | 0,183          | 0,090          | 0,510          | 0,710          | 0,070          | 0,080          | 0,130          |
| Созревание луковичек | 59,0           | —              | 0,160          | 0,120          | —              | —              | —              | —              | —              |
| Сухостой             | 7,4            | —              | 0,505          | 0,200          | 0,290          | 1,240          | 0,180          | 0,130          | 0,190          |

## Значение и применение
На пастбище прекрасно поедается всеми видами сельскохозяйственных животных и особенно овцами, верблюды едят хуже. В условиях пустыни поедается хорошо и реже удовлетворительно даже летом и осенью в усохшем состоянии.  В степи поедается только в зелёном состоянии. Для овец считается нажировочным.
Растение для пастбищного использования. Только в годы с обильными осадками даёт необходимое количество зелёной массы для уборки на сено. При заготовке сена не позже незрелых выводковых луковичек сено прекрасно поедается всеми видами сельскохозяйственных животных, при уборке сухого почти не поедается.
С особой охотой поедается кроликами в конце весны — начале лета выводковые луковички метёлки, а весной и влажной осенью листья. Основной нажировочный корм для сусликов в полупустынях на территории бывшего СССР. Весной суслики поедают листья и молодые побеги, летом, когда надземная масса подсыхает, суслики едят луковички. 

## Синонимика
Живородящая форма вида известна как Poa bulbosa var. vivipara (= Poa bulbosa subsp. vivipara).
По данным The Plant List вид имеет следующие синонимы и инфравидовые ранги:

### Синонимы
- Paneion bulbosum var. viviparum (Koeler) Lunell
- Poa alpina Pall. ex Roem. & Schult.
- Poa attenuata var. desertorum (Trin.) Griseb.
- Poa briziformis Trab.
- Poa bulbillifera Chrtek & Hadac
- Poa bulbosa subsp. bulbosa
- Poa bulbosa var. bulbosa
- Poa bulbosa subsp. crispa (Thuill.) Tzvelev
- Poa bulbosa subsp. delicatula (Tzvelev) Tzvelev
- Poa bulbosa var. elanata Stapf
- Poa bulbosa subsp. leucoglossa Velen.
- Poa bulbosa subsp. nevskii (Roshev. ex Ovcz.) Tzvelev
- Poa bulbosa subsp. perligulata H.Scholz
- Poa bulbosa var. psammophila (Schur) Asch. & Graebn.
- Poa bulbosa subsp. pseudoconcinna (Schur) Domin
- Poa bulbosa var. verticillata Coss. & Germ.
- Poa bulbosa subsp. vivipara (Koeler) Arcang.
- Poa bulbosa var. vivipara Koeler
- Poa bulbosa f. vivipara (Koeler) Maire
- Poa carniolica (Mutel) Kerguélen
- Poa cephalonica H.Scholz
- Poa compressa Schrenk ex Griseb.
- Poa concinna var. carniolica Mutel
- Poa crassipes Domin
- Poa crispa Thuill.
- Poa delicatula Tzvelev
- Poa delicatula Wilh. ex Steud.
- Poa desertorum Trin.
- Poa eigii Feinbrun
- Poa iconia Azn.
- Poa leucoglossa Velen.
- Poa montana Balansa
- Poa nevskii Roshev. ex Ovcz.
- Poa pasqualii Heldr. ex Parl.
- Poa pelasgis H.Scholz
- Poa perligularis H.Scholz
- Poa praecox Borbás
- Poa prolifera F.W.Schmidt
- Poa protuberata Schur
- Poa psammophila Schur
- Poa pseudoconcinna Schur
- Poa rhenana Lej.
- Poa vivipara R.Br.

### Инфравидовые ранги
- Poa bulbosa f. briziformis (Trab.) Maire
- Poa bulbosa var. colorata (Hack.) Asch. & Graebn.
- Poa bulbosa var. praecox (Borbás) K.Richt.

## Охранный статус
Занесён в Красные книги Новосибирской области и Республики Татарстан. Отмечен на территории ряда особо охраняемых природных территорий России.